# Spintires: MudRunner
MudRunner, ursprünglich Spintires: Mudrunner, ist ein Fahrzeugsimulationsvideospiel mit Offroad-Fahrzeugen, das von Saber Interactive entwickelt und von Focus Home Interactive veröffentlicht wurde. Es wurde am 31. Oktober 2017 für Microsoft Windows, PlayStation 4 und Xbox One veröffentlicht und ist eine Ausgründung bzw. Fortsetzung des Windows-exklusiven Spiels Spintires von 2014, das von den Oovee Game Studios entwickelt wurde. Am 27. November 2018 erschien das Spiel zudem für die Nintendo Switch in einer Version des Basisspiels inklusive des American Wilds-DLC. Am 15. Juli 2020 erschien anschließend eine Mobile Version für Android und iOS. 
Es wurde im Dezember 2018 dem Xbox Game Pass hinzugefügt. Ähnlich wie bei Spintires hat der Spieler bei MudRunner die Kontrolle über verschiedene Offroad-Fahrzeuge wie Lkw und Geländewagen, während diese zwischen verschiedenen Orten hin- und herfahren, um Aufgaben zu erfüllen.
Am 28. April 2020 erschien der Nachfolger SnowRunner.

## Spielweise
MudRunner ist ein Off-Road-Fahrzeug-Simulationsvideospiel, bei dem es darum geht, in verschiedenen geländegängigen Fahrzeugen und mit Hilfe einer Karte und eines Kompass durch matschige, unbefestigte Straßen und Gewässer zu fahren und dabei verschiedene Aufgaben zu erfüllen. Ziel des Spiels ist es unter anderem, Baumstämme und Anhänger an ihren Bestimmungsort zu transportieren, Fahrzeuge zu reparieren und aufzutanken und andere Ziele zu erreichen. Dabei werden im „Challenge“-Modus verschiedene Haupt- und Nebenaufgaben vorgegeben, die erfüllt werden sollen. Die Spieler können dabei die Fahrzeuge fahren und verschiedene Sonderfunktionen wie die an jedem Fahrzeug angebaute Seilwinde sowie bei einzelnen Fahrzeugen und Aufbauten nutzbaren Spezialfunktionen nutzen. Der „Challenge“-Modus zeigt neun kleine Kartenausschnitte, die jeweils auf einer bestimmten Spielfunktion basieren und dem Spieler die verschiedenen Aspekte des Spiels beibringen und dabei das Tutorial unterstützen sollen. Jede Ebene hat außerdem drei Bonusziele, die erreicht werden können, um Erfolge zu erzielen; sie bieten keine Belohnungen im Spiel.
Es gibt sowohl einen Einzelspieler- als auch einen Mehrspieler-Koop-Modus, die beide die gleichen sechs Hauptkarten verwenden.

## Rezeption
Auf der Rezensionsaggregationsseite Metacritic hat MudRunner für die Versionen für die PlayStation 4 und Xbox One je eine Gesamtpunktzahl von 67 bzw. 72 erhalten, was „gemischte oder durchschnittliche Rezensionen“ anzeigt, und für die PC-Version eine Punktzahl von 77, was „allgemein gute Rezensionen“ anzeigt. Nintendo Life bewertete die Nintendo-Switch-Version des Spiels mit 7/10 und lobte die Qualität des Switch-Ports und die üppigen Umgebungen des American Wilds DLC, die dem Spiel beiliegen, kritisierte aber auch „frustrierende Designfehler“ der Vorgängerversion, wie etwa das Fehlen eines automatischen Navigationssystems.

## Belege
1. 1 2  
Alice O'Conner: Spintires returning enhanced & expanded in MudRunner. Rock, Paper, Shotgun, 18. August 2017; abgerufen am 12. April 2020.
2. ↑  
MudRunner. auf steam; abgerufen am 12. April 2020.
3. ↑  Maik Seidl: SnowRunner: Für PS4, Xbox One und PC veröffentlicht - Test-Wertungen und Launch-Trailer. In: play3.de. 28. April 2020, abgerufen am 16. Mai 2020.
4. ↑  
Patricia Hernandez: What Spintires Is And Why It's One Of The Top-Selling Games On Steam. Kotaku, 16. Juni 2014; abgerufen am 12. April 2020.
5. ↑  
Spintires: Mudrunner für PlayStation 4 auf metacritic.com; abgerufen am 12. April 2020.
6. ↑  
Spintires: Mudrunner für XBox One auf metacritic.com; abgerufen am 12. April 2020.
7. ↑  
Spintires: Mudrunner für Windows auf metacritic.com; abgerufen am 12. April 2020.
8. ↑  
Spintires: MudRunner – American Wilds Edition Review (Switch) auf nintendolife.com; abgerufen am 12. April 2020.